# Nuovi Paesi Bassi
I Nuovi Paesi Bassi, comunemente indicati anche come Nuova Olanda, (in olandese Nieuw Nederland, in latino: Nova Belgica, Novum Belgium) furono un territorio posto sulla costa orientale del Nord America e reclamato dalle Province Unite nel XVII secolo. I Nuovi Paesi Bassi erano parte della colonizzazione olandese delle Americhe.

## Descrizione
La costa era stata esplorata nel 1524 da Giovanni da Verrazzano, la cui spedizione era stata finanziata dai cittadini di Lione, sotto gli auspici di re Francesco I. Nonostante ciò, l'area venne sostanzialmente ignorata dagli europei per un lungo periodo a seguire.
Nel 1609, Henry Hudson salpò per un viaggio di esplorazione commissionato dalla Compagnia olandese delle Indie orientali, sulla nave Halve Maen (Mezza Luna), per trovare un passaggio a nord-ovest verso l'Asia orientale. Comunque egli trovò la sua rotta prevista, a nord della Norvegia, bloccata dal ghiaccio e girò verso ovest, esplorando la costa del Nordamerica e risalendo il fiume Hudson fino alla futura Albany.
Hudson si impegnò in piccoli baratti con gli indiani Lenape e Mohicani che incontrò in quella zona, scambiando perline e oggetti in metallo con pellicce di castoro. All'epoca, il commercio delle pellicce, principalmente dalle regioni del Mar Baltico e della Russia, era molto remunerativo in Europa. Nel 1610, la prospettiva di sfruttare questa nuova risorsa spronò un gruppo di particuliere kooplieden (mercanti privati) a inviare un'ulteriore spedizione per esplorare il fiume Hudson. Un turbine di viaggi commerciali verso la regione seguì negli anni successivi sotto il comando di capitani come Henrick Chistiaensen, Adriaen Block, e Cornelius Jacobsen May, da cui prende il nome Capo May.

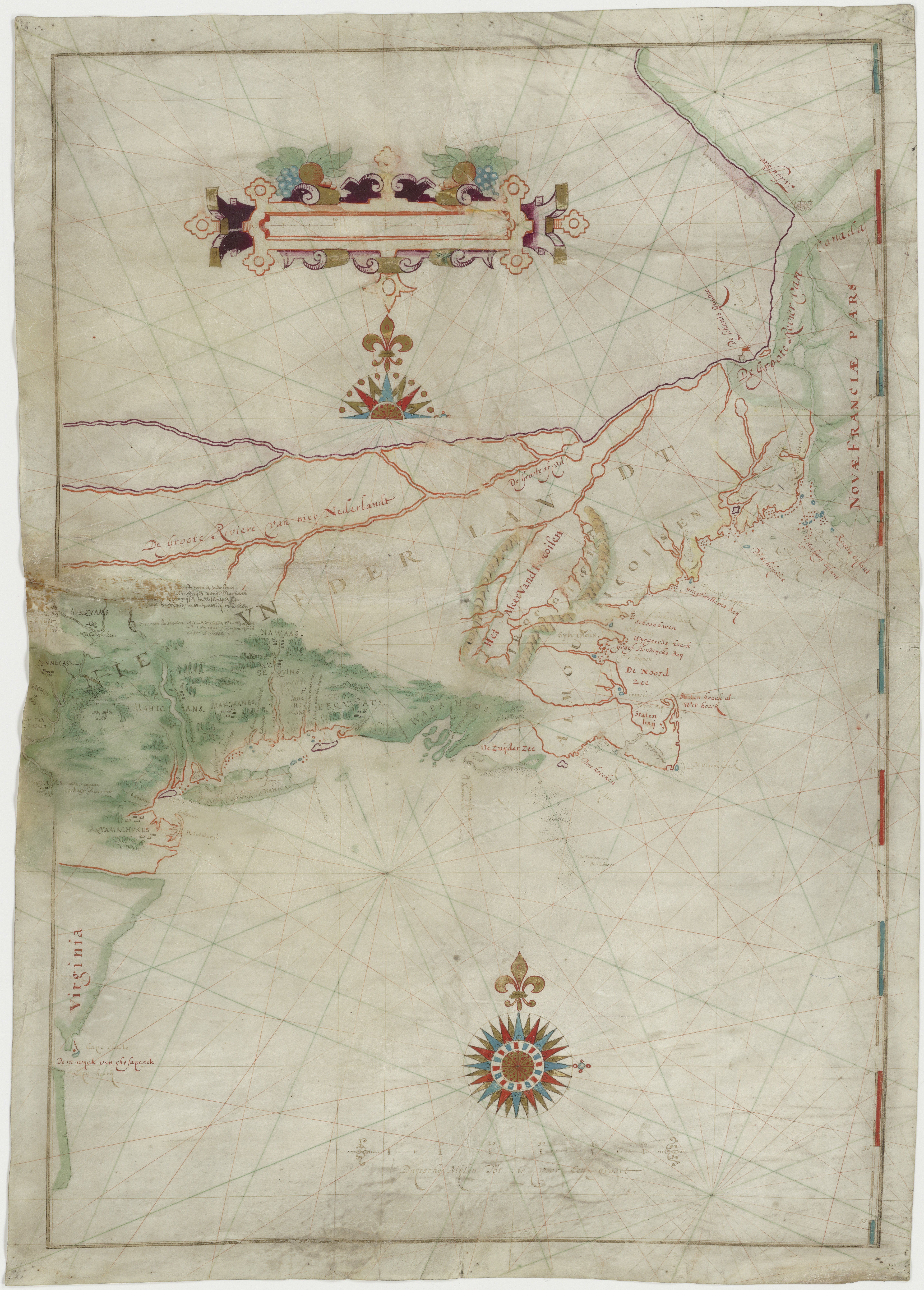
La carta disegnata da Adriaen Block nel 1614, in cui compare per la prima volta il termine "Nieuw Nederland", ossia Nuovi Paesi Bassi

Nel 1613 Block partì per il suo quarto viaggio in quello che oggi viene chiamato fiume Hudson, a bordo della nave Tyger. Mentre era ancorato sull'Hudson nella parte bassa di Manhattan, un incendio distrusse la nave, costringendo lui e i suoi uomini a passare l'inverno a Manhattan. Durante l'inverno, questi, con l'aiuto dei Lenape, costruirono una nuova nave, la Onrust (Irrequieta), sulla quale esplorarono l'East River e il Long Island Sound nella primavera del 1614. Ritornando in Europa, si lasciarono indietro Jan Rodrigues, un mulatto di San Domingo, per organizzare il commercio con gli indiani fino all'arrivo della spedizione successiva.
La mappa di Block, del suo viaggio del 1613-1614, fu la prima ad usare il nome "Nuovi Paesi Bassi", che applicò al territorio tra la Nuova Francia e la Virginia inglese. Fu anche il primo a disegnare Long Island come un'isola.
La Repubblica delle Sette Province Unite reclamò l'area compresa tra i 40 e i 45 gradi nord, e diverse compagnie commerciali di Amsterdam fondarono postazioni commerciali in competizione per i traffici con gli abitanti nativi. Fort Nassau venne fondata nel 1614 vicino alla futura Albany e venne abbandonato nel 1618. Nel 1621 la Compagnia olandese delle Indie occidentali venne formata con un monopolio sul commercio, e nel 1624 costruì Fort Orange sul luogo dove oggi sorge Albany.
La colonizzazione iniziò nel 1626, quando 30 famiglie olandesi e valloni si insediarono sull'isola di Manhattan e nell'area del fiume Delaware. Il primo acquisto di terra dai nativi fu proprio Manhattan, comprata da Peter Minuit. La politica olandese era quella di richiedere l'acquisto formale di tutte le terre che colonizzavano, anche se il principio della proprietà della terra non era qualcosa che gli abitanti preesistenti riconoscessero, il che provocò delle incomprensioni. Ad esempio, la gente da cui Minuit "comprò" Manhattan non viveva sull'isola, e probabilmente questa gli vendette una quota dei diritti di caccia.
Nel 1664 una flotta britannica entrò nel porto e catturò la colonia. I britannici incontrarono una resistenza minima, forse a causa dell'impopolarità del governatore coloniale, Peter Stuyvesant. La sua impopolarità verso i residenti era in parte dovuta al fatto che cercò di restringere la libertà religiosa: la protesta di Flushing del 1660 obiettò alla messa al bando dei quaccheri come a una violazione dei residenti in quanto cristiani e cittadini olandesi.
Dopo la seconda e la terza guerra anglo-olandese, in cui gli insediamenti cambiarono di mano alcune volte, questi vennero infine ceduti all'Inghilterra come previsto dal trattato di Westminster del 10 novembre 1674.